# 永琮
愛新覚羅 永琮（あいしんかくら えいそう、乾隆11年4月8日（1746年5月27日） - 乾隆12年12月29日（1748年1月9日））は、清の乾隆帝の第七皇子。母は孝賢純皇后富察氏。

## 生涯
乾隆帝は皇后の妊娠を喜び、毎年の恒例行事である頤和園での元宵節を祝すための花火を見に行くことを取りやめ、紫禁城に滞在した。その年の降誕会(釈迦の誕生日とされる日)、皇后は第七皇子を出産した。それは、長い干ばつが続いた後の雨の日だった。乾隆帝は仏に深く感謝した。
第七皇子は優れた知性を持っていた為、乾隆帝に深く愛され、永琮と名付けられ、皇位継承者に指名された。
しかしながら、乾隆12年12月29日（1748年1月9日、永琮は天然痘で夭逝した。乾隆帝は深く悲しみ、悼敏の諡号を贈った。
嘉慶4年（1799年）3月，異母弟の嘉慶帝により哲親王に追封された。